# Habertürk
Habertürk (Wörtlich: Türkische Nachrichten) ist eine Tageszeitung mit Sitz in Istanbul. Derzeit (Stand: Januar 2017) rangiert sie auf der Liste der auflagenstärksten türkischen Zeitungen auf Platz 5. Das auf dem Titelkopf gedruckte Motto der Zeitung lautet Gücü Özgürlüğünde (etwa: Ihre Kraft liegt in ihrer Freiheit).
Die Zeitung gilt Staatspräsident Recep Tayyip Erdoğan und der Partei für Gerechtigkeit und Aufschwung (AKP) als nahestehend, wenngleich sie nicht in ähnlich offenem Maße als AKP-Unterstützer auftritt wie die Zeitungen und Sender der Mediengruppen Esmedya oder Çalık. Eurotopics stuft das Blatt als „liberal-konservativ“ ein.

## Eigentumsverhältnisse
Die Zeitung gehört, ebenso wie die Fernsehsender Habertürk TV, Show TV und (als Kooperation) Bloomberg Habertürk und der Radiosender Habertürk Radyo zur Ciner Yayın Holding. Diese Mediengruppe ist wiederum Teil der 1978 gegründeten Ciner-Gruppe, die außer in der Medienbranche in den Bereichen Energie, Bergbau, Chemie und Seefahrt tätig ist. Konzernchef und Herausgeber von Habertürk ist der Unternehmer Turgay Ciner, einer der reichsten Männer der Türkei.

## Geschichte
2001 gründete der Journalist Ufuk Güldemir (1956–2007) den Nachrichtensender Habertürk TV sowie die Webseite haberturk.com, eines der ersten Nachrichtenportale der Türkei. Der Versuch, eine gleichnamige Tageszeitung zu etablieren, wurde jedoch 2002/03 nach kurzer Zeit wieder aufgegeben.
2007 kaufte die Ciner-Mediengruppe das Nachrichtenportal und den Fernsehsender auf. Im Februar 2009 kam die Zeitung Habertürk mit einer viel beachteten Werbekampagne voller Anspielungen auf etablierte Zeitungen wie Hürriyet, Milliyet, Cumhuriyet und Sabah auf den Markt. Chefredakteur wurde der bekannte langjährige Hürriyet-Autor Fatih Altaylı. Im März trat er von diesem Posten zurück, blieb dem Blatt aber als Autor erhalten. An seine Stelle rückte Selçuk Tepeli. Die Webseite blieb auch nach Gründung der Zeitung eigenständig; Chefredakteurin ist heute Gülin Çelikler.
Als erste türkische Tageszeitung überhaupt erschien Habertürk mit mehreren, nach Ressorts aufgeteilten Zeitungsbüchern, darunter jeweils eigenen Regionalseiten für Istanbul, Ankara und Izmir. Habertürk versprach, eine Qualitätszeitung zu werden und zugleich inneren Pluralismus zuzulassen. Tatsächlich schrieben zeitweilig prominente Journalisten wie die linksliberale Ece Temelkuran, der kemalistische Bekir Coşkun und der konservativ-islamische Fehmi Koru gleichzeitig für das Blatt.
Doch im Laufe der Zeit trennte sich Habertürk von nahezu allen Kolumnisten, die als Kritiker der AKP-Regierung bekannt waren oder sich mit dieser überworfen hatten, so von Elif Şafak, Ece Temelkuran, Bekir Coşkun und Amberin Zaman. Im Fall von Coşkun räumte Konzernchef Turgay Ciner ein, dass er persönlich die Trennung veranlasst habe, bestritt aber, dass es, wie von Coşkun behauptet, eine Einmischung seitens der Regierung gegeben habe.

## Einflussnahme durch die Regierung
Am 7. Juni 2013, zum Höhepunkt der Gezi-Proteste, war Habertürk – neben Sabah, Zaman, Güneş, Star, Türkiye und Yeni Şafak – eine von sieben Tageszeitungen, die mit der identischen Schlagzeile, einer Äußerung des damaligen Ministerpräsidenten Erdoğan zu den Protesten, erschien. Kritiker werteten dies als Zeichen einer direkten Einflussnahme der Regierung.
Im Zuge des Korruptionsskandals 2013/14 wurde ein illegal mitgeschnittenes Telefongespräch zwischen dem damaligen Ministerpräsidenten Erdoğan und dem stellvertretenden Vorstandsvorsitzenden der Ciner-Holding Fatih Saraç bekannt. Das Gespräch wurde während der Gezi-Proteste im Juni 2013 mitgeschnitten. In der Aufnahme war zu hören, wie sich Erdoğan darüber beschwerte, dass im Nachrichtenlaufband des Senders Habertürk TV ausführlich über eine Stellungnahme des Oppositionspolitikers Devlet Bahçeli (MHP) zum Thema berichtet wurde. Unmittelbar nach dem Gespräch wurde die betreffende Meldung entfernt. Erdoğan habe den Medienmanager, so urteilte der Tagesspiegel-Journalist Thomas Seibert, wie einen „Untergebenen“ behandelt. Auf einer Pressekonferenz vom Zaman-Journalisten Ahmet Dönmez darauf angesprochen, gab Erdoğan den Anruf zu und rechtfertigte sich damit, dass er gegen „Beleidigungen“ habe vorgehen müssen.
Chefredakteur Altaylı räumte direkte Einflussnahmen der Regierung ein: „Jeden Tag regnen Anordnungen von irgendwo nieder“, sagte er dem Sender CNN-Türk. So habe der Konzern drei Zeitungsredakteure wegen einer Schlagzeile entlassen, die dem Gesundheitsministerium nicht gefallen habe.
In einem anderen bekanntgewordenen Mitschnitt beschwerte sich Erdoğan im März 2013 bei Saraç über ein freizügiges Foto der Schauspielerin Yolanthe Sneijder-Cabau auf der Titelseite von Habertürk.